# Bathyplectes algericus
Bathyplectes algericus là một loài tò vò trong họ Ichneumonidae.